# Ángel Ortiz Cabrera
Ángel Ortiz (n. Areguá, Departamento Central, Paraguay; 27 de diciembre de 1977) es un exfutbolista paraguayo y destacado mediocampista de la Primera División del Fútbol Paraguayo. Es un referente de la historia del Club Guaraní.

## Clubes
| Club                  | País      | Año       |
| --------------------- | --------- | --------- |
| Club Guaraní          | Paraguay  | 1999      |
| Shonan Bellmare       | Japón     | 2000      |
| Club Guaraní          | Paraguay  | 2001-2003 |
| Club Libertad         | Paraguay  | 2004-2005 |
| Lanús                 | Argentina | 2005-2006 |
| Atlético Nacional     | Colombia  | 2006      |
| Club Olimpia          | Paraguay  | 2007-2008 |
| Club Guaraní          | Paraguay  | 2008      |
| 12 de Octubre         | Paraguay  | 2009      |
| Club Sportivo Luqueño | Paraguay  | 2009      |
| Club Guaraní          | Paraguay  | 2010      |